# Districtul Beni Ourtilane
Beni Ourtilane este un district din provincia Sétif, Algeria.